# Grand Prix de la Ville de Rennes 2003
Il Grand Prix de la Ville de Rennes 2003, venticinquesima edizione della corsa e valida come evento UCI categoria 1.3, fu disputata il 6 aprile 2003. Fu vinto dal russo Oleg Grischkin che terminò la gara in 4h12'33".
Al traguardo 83 ciclisti portarono a termine il percorso.

## Ordine d'arrivo (Top 10)
| Pos. | Corridore         | Squadra         | Tempo    |
| ---- | ----------------- | --------------- | -------- |
| 1    | Oleg Grischkin    | Navigators      | 4h12'33" |
| 2    | Andris Naudužs    | CCC-Polsat      | s.t.     |
| 3    | Jeremy Hunt       | MBK             | s.t.     |
| 4    | Angelo Furlan     | Alessio         | s.t.     |
| 5    | Aurélien Clerc    | Quick Step      | s.t.     |
| 6    | Sébastien Hinault | Crédit Agricole | s.t.     |
| 7    | Henk Vogels       | Navigators      | s.t.     |
| 8    | Bradley McGee     | Fdjeux.com      | s.t.     |
| 9    | Emmanuel Magnien  | La Boulangère   | s.t.     |
| 10   | Jaan Kirsipuu     | AG2R Prévoyance | s.t.     |